# The Isley Brothers
The Isley Brothers (IZE-lee) són un grup de música estatunidenc reeixit i de llarg recorregut consistents de diferents formacions de sis germans i un cunyat, Chris Jasper. Els membres fundadors i centrals foren O'Kelly Isley, Jr., Rudolph Isley i Ronald Isley.

## Història

### Inicis
Tot va començar cantant en l'església, sota la tutela dels seus pares, que també eren músics. El 1954, els quatre fills majors de Sally Bell i O'Kelly Isley Sr., van formar el grup com un quartet de gospel. O´Kelly Jr, Rudy, Ronald i Vernon van recórrer tota l'àrea d'Ohio i altres zones de la part oriental i del midwest dels Estats Units, realitzant presentacions, fins que Vernon va morir en un accident de bicicleta, el 1955, a l'edat de 13 anys. Sacsejats per la tragèdia, els germans decidiren dissoldre el grup. El 1956, davant l'estímul dels seus pares, els 3 germans decideixen retornar a la música com un trio. El 1957, amb la benedicció dels seus pares, els Isley Brothers deixen Ohio i es traslladen a Nova York a provar sort, realitzant enregistraments de temes doo-wop per a menuts segells, encara que amb poc èxit.

### Els primers èxits
Fins a 1959, els Isley Brothers van passar pràcticament desapercebuts en la seva carrera professional i sense un sol èxit de vendes. Sovint es presentaven com grup d'obertura per als xous d'altres artistes a locals de tot el país, fins que finalment la seva carrera va rebre un significatiu impuls quan Jackie Wilson els va permetre obrir el seu propi xou. Durant una inspirada versió del clàssic de Wilson, "Lonely Teardrops", Ronald va adoptar la rutina emprada amb els seus germans en la lectura de l'evangeli en el temple i va anomenar "You know you make me want to shout!". Un executiu del segell RCA Records estava entre l'audiència i va quedar tan impressionat que els va ajudar a aconseguir el seu primer contracte amb el segell, per gravar el que havien creat a l'escenari aquella nit. Escrita únicament pels germans, la cançó, "Shout!", es va convertir en un gran èxit i va impulsar per a la carrera del trio, arribant al #47 en el Billboard Hot 100. La cançó va resultar ser un èxit encara major quan es van realitzar covers d'ella als Estats Units i Gran Bretanya, proporcionant als germans la seva primera venda de milions de còpies. Senzills posteriors, no obstant això, no van poder arribar a un èxit similar i, el 1962, el grup havia deixat RCA per editar amb Wand Records, que s'anotaria altre èxit amb una versió del Twist & Shout dels Topnotes. El disc va arribar al #17 en el Billboard Hot 100 i al #2 en el Billboard de R & B. Es va convertir en un èxit encara major, gràcies a la versió dels Beatles, que van espantar el disc dels Isley Brothers fins al #2 de les llistes de Pop, a la fi de 1963.

### T-Neck i la col·laboració de Jimi Hendrix
El 1964, no obstant això, els Isley Brothers encara no havien aconseguit altre èxit de vendes, a banda de l'únic modest èxit amb el tema "Twistin' with Linda". Després que la seva versió de "Who's that Lady" no tingués projecció cap al grup va decidir formar el seu propi segell discogràfic, que es va anomenar T-Neck Records. Al llarg d'aquest any, els Isley Brothers publiquen diversos senzills amb el seu segell, dos dels quals ("Testify" i "Move along & Let Me Dance") inclouen un guitarrista de Seattle dit Jimmy James, que també va ser el guitarra solista durant les gires de la banda en aquesta època. Al deixar al grup, James va canviar el seu nom pel de Jimi Hendrix. Els Isley Brothers també van comptar amb el jove Elton John, com a pianista durant una gira pel Regne Unit, aquest mateix any.

### L'època Motown
Davant els escassos resultats del seu segell, la banda signà amb Motown Records el 1965. Un any més tard, s'anotaria el seu major èxit fins al moment en què el tema "This Old Heart of Mine" arribà al #12 en el Billboard Hot 100, i al número sis de R & B, en 1966. Però, com els havia ocorregut anteriorment, el grup no va assolir mantenir la ratxa. El 1968, la banda se sentia en un segon nivell en la discogràfica, enfront de grups com Temptations, o The Supremes. Encoratjats pel seu èxit en el Regne Unit, on "This Old heart of mine" va abastar el número tres en les llistes de senzills pop, i farts de la Motown, signen amb el segell de Nova York, Buddah Records.

### L'època Buddah
En Buddah, els Isley Brothers van canviar la seva imatge, el seu so i la seva energia. Dos dels germans menors, el guitarrista Ernie; també bateria i Marvin en el baix es van unir a la banda. Al febrer de 1969, els Isley van aconseguir un èxit de vendes amb el seu primer tema funk, "It's Your Thing". Va arribar el #1 en la llista de R&B i #2 en la de Pop, guanyant a més el seu primer i únic Premi Grammy, com a millor tema vocal de R & B en la categoria de grups. Van vendre més de cinc milions de còpies. En el seu període Buddah, els Isley van passar d'un so funk-soul a l'estil de James Brown o Sly & The Family Stone, a un funk / rock que barrejava els mons de Brown i de Hendrix. Amb la inclusió d'un cunyat, el teclista Chris Jasper, el 1970, el grup aconsegueix un so propi i una sèrie d'èxits.

### Els anys d'Epic
Després que el seu contracte amb Buddah expirés, el 1973, els Isleys van signar un contracte a llarg termini amb Epic Records. Aquest any, els membres originals O'Kelly Jr, Rudolph i Ronald van decidir donar a Ernie, Marvin i Jasper un paper més rellevant, conformant-se formalment com sextet. El resultat va ser un innovador àlbum dit "3 + 3", que va arribar al Top 10 de pop. Certificat com a disc d'or, va ser el primer dels seus discs en assolir-lo.
El 1975, el seu àlbum, "The heat is On", es va convertir en el primer àlbum nº1 en el Billboard 200. En 1977, el seu àlbum, "Go For Your Guns", va tenir diversos senzills d'èxit. A la fi de la dècada, es van anotar un altre nº 1 en les llistes de R & B amb el tema Disc, "I Wanna Be With You, Pt. 1 & 2". El 1980, "Don't Say Goodnight (It's Time For Love)", es convertiria en altre gran èxit tant en els rànquings de Pop com en els de R&B, i seria la seua onzè Top 40 Pop. El 1983, van assolir un disc de platí amb el seu àlbum "Between the sheets", que va incloure el hit "Choosey Lover". El 1984, Ernie, Marvin i Chris van deixar la banda, per muntar el seu propi grup i els Isley, novament reduïts als tres originals, van canviar a Warner Brothers. Els discs editats sota el seu propi segell, T-Neck, van quedar sota control de Sony Music.

### Les últimes dècades
El 1985, el grup publica "Masterpiece", que el seu senzill fou un cover del tema de Phil Collins, "If Leaving Me Is Easy". Un any més tard, Kelly Isley va morir després de patir un atac al cor. Rudolph i Ronald dedicaren, el 1987, el nou disc, "Smooth Sailin'" a la memòria d'O'Kelly, incloent una cançó-tribut, "Sending a Message". Un parell d'anys després de l'edició de "Spend the Night" (1989, Rudolph abandona el grup per fer-se pastor d'una església, deixant Ronald només al capdavant de la banda, que va aconseguir un èxit important al col·laborar amb Rod Stewart en una revisió del vell "This Old Heart of Mine". El 2000, Michael Bolton va intentar, sense èxit, aconseguir el catàleg de The Isley Brothers, que li havien guanyat una demanda per plagi, al declarar-se que el tema de Bolton, "Love Is a Wonderful Thing" era un plagi del tema publicat pels Isley en 1966 (VEEP 1230), amb el mateix títol.
Poc després, Ernie i Marvin van tornar amb Ronald, per gravar l'àlbum "Tracks of Life" (1992). Aquest mateix any, el grup va ser inclòs en la Rock & Roll Hall of Fame. El 1996, després de molts anys, el grup va tornar a tenir un hit amb "Mission to Please". En aquest videoclip, Ron assumeix el personatge de "Mr. Biggs", creat per R. Kelly, caracterització que es repetirà en successius discs i els ajudarà a guanyar noves audiències. El 2001, van publicar "Eternal", que el seu senzill, "Contagious", els va retornar als rànquings. Eternal va vendre més de dos milions de còpies. Van aconseguir millorar la marca amb "Body Kiss" (2003), que va ser disc d'or i va arribar al #1 del Billboard 200; després, ja el 2006, ho van mantenir amb "Baby Makin' Music", que va arribar al nº5.
El 2007, van publicar "I'll Be Home For Christmas".

## Discografia

### 40 senzills més venuts
| Any                                            | Senzill                                                                                 | Posicions al rànquing | Posicions al rànquing | Posicions al rànquing |
| Any                                            | Senzill                                                                                 | EUA                   | RU                    | R&B EUA               |
| ---------------------------------------------- | --------------------------------------------------------------------------------------- | --------------------- | --------------------- | --------------------- |
| 1962                                           | "Twist and Shout"                                                                       | 17                    | 42                    | 2                     |
| 1966                                           | "This Old Heart of Mine (Is Weak for You)"                                              | 12                    | 3                     | 6                     |
| 1968                                           | "Behind a Painted Smile"                                                                | —                     | 5                     | —                     |
| 1969                                           | "It's Your Thing"                                                                       | 2                     | 30                    | 1                     |
| 1969                                           | "Put Yourself In My Place"                                                              | -                     | 13                    | -                     |
| 1971                                           | "Love the One You're With"                                                              | 18                    | -                     | 3                     |
| 1972                                           | "Pop That Thang"                                                                        | 24                    | -                     | 3                     |
| 1973                                           | "That Lady (Part 1)"                                                                    | 6                     | 14                    | 2                     |
| 1974                                           | "Summer Breeze"                                                                         | 60                    | 16                    | 10                    |
| 1975                                           | "Fight the Power (Part 1)"                                                              | 4                     | —                     | 1                     |
| 1975                                           | "For the Love of You"                                                                   | 22                    | -                     | 10                    |
| 1976                                           | "Harvest for the World"                                                                 | 63                    | 10                    | 9                     |
| 1977                                           | "The Pride (Part 1)"                                                                    | 63                    | —                     | 1                     |
| 1977                                           | "Livin' in the Life"                                                                    | 40                    | -                     | 1                     |
| 1978                                           | "Take Me to the Next Phase (Part 1)"                                                    | —                     | 50                    | 1                     |
| 1979                                           | "I Wanna Be with You (Part 1)"                                                          | —                     | —                     | 1                     |
| 1979                                           | "It's a Disco Night (Rock Don't Stop)"                                                  | 90                    | 14                    | 27                    |
| 1980                                           | "Don't Say Goodnight (It's Time for Love) (Parts 1 & 2)"                                | 39                    | —                     | 1                     |
| 1983                                           | "Between the Sheets"                                                                    | 101                   | 52                    | 3                     |
| 1996                                           | "Down Low (Nobody Has to Know)" (R. Kelly amb la col·laboració dels The Isley Brothers) | 4                     | 23                    | 1                     |
| 2001                                           | "Contagious"                                                                            | 19                    | -                     | 3                     |
| "—" denota que el senzill no entrà al rànquing |                                                                                         |                       |                       |                       |

## Guardons
Nominacions
- 2004: Grammy al millor àlbum de R&B